# Dodecadodecaedro icositroncato
In geometria, il dodecadodecaedro icositroncato è un poliedro stellato uniforme avente 44 facce - 20 esagonali, 12 decagonali e 12 a forma di decagramma - 180 spigoli e 120 vertici.

## Coordinate cartesiane
Le coordinate cartesiane per i vertici del dodecadodecaedro icositroncato sono date da tutte le permutazioni pari di:
{\displaystyle \left(\,\pm 1,\,\pm (2-\varphi ),\,\pm (3\varphi -1)\,\right)}
{\displaystyle \left(\,\pm 1,\,\pm (2+\varphi ),\,\pm (3-\varphi )\,\right)}
{\displaystyle \left(\,\pm 2,\,\pm 2(\varphi -1),\,\pm 2\varphi \,\right)}
{\displaystyle \left(\,\pm 3,\,\pm (2-\varphi ),\,\pm (\varphi +1)\,\right)}
{\displaystyle \left(\,\pm 1,\,\pm (3\varphi -2),\,\pm (\varphi +1)\,\right)}
dove {\displaystyle \varphi ={\tfrac {1+{\sqrt {5}}}{2}}} è la sezione aurea.

## Inviluppo convesso
L'inviluppo convesso del dodecadodecaedro icositroncato è un icosidodecaedro troncato non uniforme.
| Icosidodecaedro troncato | Inviluppo convesso | Dodecadodecaedro icositroncato |

## Poliedri correlati

### Tridiacisicosaedro
Il tridiacisicosaedro è un poliedro stellato isoedro, nonché il duale del dodecadodecaedro icositroncato, avente per facce 120 triangoli scaleni.
Dato un dodecadodecaedro icositroncato di spigolo pari a 1, immaginando il tridiacisicosaedro come composto da 120 facce intersecanti a forma di triangolo scaleno, come riportato nella figura sottostante, di cui solo una parte visibile all'esterno del solido, le facce risultanti hanno angoli di ampiezza pari a {\displaystyle \arccos({\frac {3}{5}})\approx 53,130\,102\,354\,16^{\circ }}, {\displaystyle \arccos({\frac {1}{3}}+{\frac {4}{15}}{\sqrt {5}})\approx 21,.624\,633\,927\,143^{\circ }} e {\displaystyle \arccos({\frac {1}{3}}-{\frac {4}{15}}{\sqrt {5}})\approx 105,245\,263\,718\,70^{\circ }}.